# Rhomboptila intermedia
Rhomboptila intermedia är en fjärilsart som beskrevs av William Schaus 1901. Rhomboptila intermedia ingår i släktet Rhomboptila och familjen mätare. Inga underarter finns listade.